# Суленчино (гмина)
Суленчино (пол. Sulęczyno) — сельская гмина (волость) в Польше, входит как административная единица в Картузский повет, Поморское воеводство. Население — 4789 человек (на 2004 год).

## Демография
Данные по переписи 2004 года:
| Перепись                       | Всего   | Всего | Женщины | Женщины | Мужчины | Мужчины |
| ------------------------------ | ------- | ----- | ------- | ------- | ------- | ------- |
| Единицы                        | человек | %     | человек | %       | человек | %       |
| Население                      | 4789    | 100   | 2366    | 49,4    | 2423    | 50,6    |
| Плотность населения (чел./км²) | 36,5    | 36,5  | 18      | 18      | 18,5    | 18,5    |

## Соседние гмины
1. Гмина Косцежина
2. Гмина Липуш
3. Гмина Пархово
4. Гмина Сераковице
5. Гмина Стенжица